# الكلية الحربية (مصر)
الكلية الحربية المصرية هي إحدى كليات الأكاديمية العسكرية المصرية، وإحدى أكبر الهيئات التعليمية العسكرية المصرية وأقدمها بجذورها التي تمتد لأكثر من قرن ونصف، وتقوم الكلية بإعداد الطلبة المستجدين المصريين الحاصلين ليصبحوا ضباطاً بالجيش ثم قادة بالجيش إضافة إلى شباب الدول العربية والأفريقية الصديقة، مدة الدراسة في الكلية هي أربع سنوات دراسية لفترة اربع سنوات ميلادية، ومقرها الحالي بمصر الجديدة، وهي تمنح درجة بكالوريوس العلوم العسكرية والاقتصاد والعلوم السياسية. تتبع الكلية لوزارة الدفاع المصرية.

## التاريخ
أقيمت أول مدرسة عسكرية حديثة لتخريج الضباط في مصر في عهد محمد علي باشا سنة 1811 بالقاهرة وأطلق عليها المدرسة الخاصة. ثم انتقلت عام 1820 إلى أسوان على يد سليمان باشا الفرنساوي، ونظراً لشدة الحرارة بأسوان وبعدها عن العاصمة وصعوبة المواصلات بينها وبين القاهرة وتعرض الجنود للمرض، نقلت المدرسة الحربية إلى إسنا «قنا أو الأقصر حالياً» ثم إلى إخميم «سوهاج» ومنها إلى النخيلة «أسيوط» ثم الخانكة «القليوبية حالياً» قرب القاهرة إلى أن استقرت في منطقتي العباسية وحدائق القبة بالقاهرة، وفي عام 1908 نقلت المدرسة إلى كوبري القبة حيث سميت المدرسة الثانوية الحربية، ثم تغير الاسم عام 1938 إلى الكلية الحربية الملكية، حتى عام 1954 لتنتقل إلى مصر الجديدة بالقاهرة تحت مسمى الكلية الحربية.:17:18، حتى يكون موقعها الحالي بالعاصمة الإدارية الجديدة بالقاهرة من عام 2024/2025.

## الفرق التي يحصل عليها طلبة الكلية الحربية
فرقة الصاعقة
هي دورة إجبارية للتدريب الميداني الراقي للطالب للتعود علي مهارات القتال المتلاحم والدفاع عن النفس والشجاعة والقدرة علي تحمل الصعاب التي يواجهها في ميدان القتال الحقيقي وهي تدرب بمدرسة الصاعقة ومدتها 3 أشهر.
فرقة القفز بالمظلات 
فرقة إجبارية تمكن الطالب منة تعلم أساليب القفز بالمظلات في ميدان القتال بما يمثله ذلك من كفاءة ولياقة وقوة تحكم وهي تدرب بمدرسة المظلات ومدتها 5 شهور
فرقة قيادة سيارات
للتدريب علي قيادة السيارات.

## تخصصات الكلية الحربية
يدرس القسم النهائي بالكلية في تسع أقسام تخصصية مختلفة هي:
1. مشاة
2. مدرعات
3. مدفعية
4. إمداد وتموين
5. إشارة
6. أسلحة وذخيرة
7. حرب إلكترونية
8. استطلاع
9. حرس حدود.[7]

## أشهر خريجى الكلية الحربية

### الرؤساء
- محمد نجيب، دفعة نوفمبر 1917
- جمال عبد الناصر، دفعة يوليه 1938
- أنور السادات، دفعة فبراير 1938
- محمد حسنى مبارك
- عبد الفتاح السيسي

### نواب رئيس الجمهورية
- عبد اللطيف البغدادي، دفعة 13 طيران.
- عبد الحكيم عامر، دفعة 12 مشاة.
- زكريا محي الدين، دفعة 12 مشاة.
- كمال الدين حسين، دفعة 14 المدفعية.
- حسين الشافعي، دفعة 12 فرسان.
- علي صبري.
- عمر سليمان.

### رؤساء الوزراء
- زكريا محيي الدين
- كمال حسن علي
- جمال عبد الناصر

### قادة عسكريين
- محمد حسين طنطاوي
- عبد الفتاح السيسي
- سعد الدين الشاذلي
- أحمد إسماعيل علي
- سامي عنان
- محمد عبد الحليم أبو غزالة
- صدقي صبحي
- محمود حجازي
- عبد العزيز سيف الدين

## مديرو الكلية
- لواء أركان حرب / محمد صلاح التركي
- فريق / أشرف سالم زاهر.[8]
- لواء أركان حرب / أشرف فارس.[9]
- لواء أركان حرب / جمال أبو إسماعيل.[10]
- لواء أركان حرب / عصمت مراد.[11]
- لواء أركان حرب / محمد فليفل.[12]
- لواء أركان حرب / مختار الملا.[13]
- لواء أركان حرب / عبد الواحد عمار.[14]
- لواء أركان حرب / محمد فوزي.[15]
- لواء أركان حرب / نبيل شكري.[16]